# Märta Helena Reenstierna
Märta Helena Reenstierna, dopo il matrimonio anche von Schnell, nota anche con lo pseudonimo di Årstafrun (la signora di Årsta) (16 settembre 1753 – 12 gennaio 1841), è stata una scrittrice svedese.
Famosa per i suoi diari, che furono scritti nel periodo 1793–1839, e sono conservati nell'archivio del Museo nordico a Stoccolma. Furono pubblicati fra il 1946 ed il 1953 con il titolo Årstadagboken (Il Diario di Årsta). Sono considerati un prezioso documento storico e culturale della vita di tutti i giorni in una tenuta svedese dell'epoca.

## Biografia
Märta Helena Reenstierna era figlia del luogotenente Abraham Reenstierna e di Catharina Maria von Köhler. Il 6 giugno 1775 sposò il capitano di cavalleria Christian Henrik von Schnell (1733–1811). Ebbe otto figli fra il 1776 ed il 1787, anche se quando iniziò a scrivere il suo diario nel 1793 solamente il figlio Hans Abraham (1780–1812) era rimasto in vita e avrebbe poi raggiunto l'età adulta.
Non iniziò a scrivere il suo diario prima del 1793 e perciò i primi diciotto anni del suo matrimonio non sono descritti. Ad ogni modo sembra che i coniugi abbiano avuto una vita sociale attiva; parlando del passato descrive il proprio marito come: "formalmente un padrone di casa brillante ed uno splendente compagno, ora che si sta avvicinando al suo sessantesimo compleanno dà l'impressione di un vecchio acido e triste, che odia la società e si attiva unicamente spinto da questioni economiche". 
Reenstierna fu amica e benefattrice di Carl Michael Bellman, che aiutò economicamente in più occasioni.
Årsta fu un podere relativamente esteso con, tra le altre cose, piantagioni di tabacco. Märta Helena Reenstierna divenne vedova nel 1811, e perse suo figlio l'anno successivo a causa di un incidente mentre era a cavallo. Da quel momento suo fratello, lo scudiero reale Johan Abraham Reenstierna, divenne un governatore del podere.
Märta Helena Reenstierna portò avanti il suo diario e la gestione del podere fino a quando divenne cieca nel 1839.

## Opera
Il suo diario rappresenta in dettaglio la vita quotidiana delle persone di ogni estrazione sociale sia nella tenuta che nella campagna circostante, i raccolti, la cura degli animali, i compiti per la cura della casa ed il clima. Pone l'accento sulla gestione economica della tenuta ma anche sulla vita di tutti i giorni soprattutto nelle più importanti occasioni festive: la sua vicinanza con la capitale offre lo spunto per parlare di eventi storici e politici come di notizie di moda e di diletto.
Il diario descrive anche gli interessi letterari e teatrali dell'autrice. Il suo linguaggio è considerato realistico, asciutto, sobrio, puntuale, interessato più alla descrizione dei fatti come erano piuttosto che, invece, all'annotare proprie riflessioni o pensieri. Risulta chiaro come fosse un'amministratrice efficiente di una grande proprietà e cosciente del suo valore. Nonostante fosse una nobile si può notare come la sua cerchia di conoscenti provenisse in buona parte dalla media classe borghese.
Il rapporto con i suoi servitori fu apparentemente buono, nonostante che a volte nel diario si faccia riferimento a come spesso le punizioni fossero necessarie a causa del frequente uso di bere alcool fra costoro. Include nella narrazione anche gli eventi storici e politici di Stoccolma, la quale si trovava sufficientemente vicino da consentire visite frequenti: per esempio la donna fu testimone della punizione riservata ai cospiratori degli Armfelt nel 1794 ed insieme a loro a Magdalena Rudenschöld. All'infuori di lei stessa, sono suo marito, suo figlio e successivamente suo fratello le persone descritte più nel dettaglio nel suo diario. Avendo visto uno solo dei suoi figli raggiungere l'età adulta gli fu molto attaccata. Dopo la morte di suo marito nel 1811 e dell'ultimo figlio nel 1812, il suo parente più stretto fu suo fratello che divenne governatore di Årsta.

## Citazioni
Märta Helena Reenstierna è la protagonista del racconto På Årstafruns tid (in italiano: I tempi della signora di Årsta) di Lars Widding (1969).